# Richard Brookins
Richard W. Brookins (25. února 1922 – 11. října 2018) byl americký voják, kterého během 2. světové vybrali, aby ztvárnil svatého Mikuláše pro děti z Wiltze v Lucembursku. Poté se stal známý jako „Americký Svatý Nick“ a zároveň tím začal zosobňovat všechny Američany, kteří pomáhali bránit Lucembursko před německými silami.

## Osobní život
Brookins se narodil v Rochesteru ve státě New York 25. února 1922, po válce se do rodného města vrátil. Před válkou pracoval ve firmě Ritter Dental; po válce pracoval pro společnost Rochester Telephone.

## Pozadí
V roce 1944 byla obec Wiltz asi čtyři roky pod německou okupací; mezi mnoha negativními dopady okupace byl zákaz pořádat tradiční oslavy sv. Mikuláše. Po vylodění v Normandii 6. června 1944 spojenecké síly zatlačily Němce zpět a američtí vojáci dorazili do Wiltze na podzim. Příslušníci 28. pěší divize se rozhodli pro děti z Wiltze něco udělat, a tak uspořádali sváteční oslavu, aby jim udělali radost.
Desátník Harry Stutz přišel s myšlenkou vánočního večírku, požádal velení o povolení a nakonec dostal souhlas velícího generála Normana Coty. Vojáci shromáždili své příděly, aby zajistili bonbóny a čokoládu pro děti. Kuchaři jednotky byli požádáni, aby pro děti připravili koláče a koblihy. Stutz naverboval svého kamaráda, desátníka Richarda Brookinse, vysokého šifrátora a promítače přiděleného do 28. komunikačního střediska jednotky, aby ztvárnil samotného svatého Mikuláše (lucembursky Kleeschen).

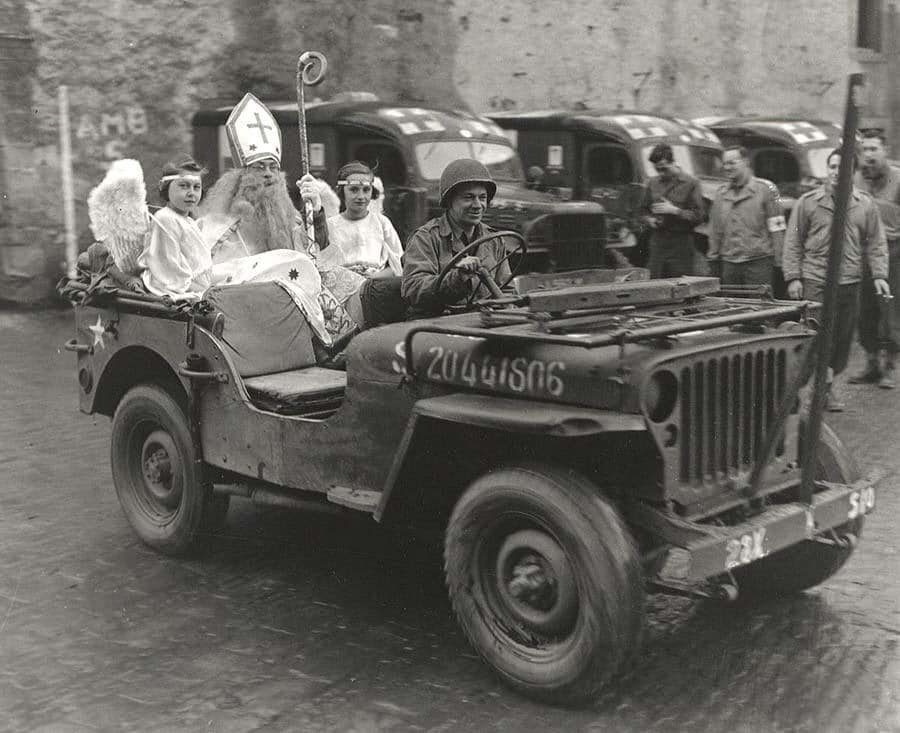
Desátník Richard Brookins vyráží se svými anděly 5. prosince 1944 do centra městečka Wiltz

Dne 5. prosince 1944 v místním kostele jeptišky pomohly Brookinsovi obléct si jeho převlek s využitím roucha místního kněze, plnovousu z provazu a biskupské mitry, kterou sestrojily jeptišky. „Svatý Nick“ a dvě malé dívky převlečené za anděly byli provezeni městem v džípu Willis, nikoli v tradičním kočáru, a přivezeni na večírek v místním zámku, kde „Svatý Nick“ rozdával dětem sladkosti.
Za méně než dva týdny se německé síly dostaly zpět do Wiltzu v rámci bitvy v Ardenách. Lidé z Wiltzu ale nezapomněli, co pro ně Američané udělali.

## Po válce
V roce 1947 Wiltz obnovil oslavy dne svatého Mikuláše, ale cílem nebylo jen uctít svatého Mikuláše, ale také „Amerického Svatého Nicka“, jakožto zástupce všech amerických sil, které bojovaly za osvobození Lucemburska. Jeho identita zůstávala záhadou až do roku 1977, kdy ho vystopoval Brookinsův spolubojovník Frank McClelland a doručil mu ručně psaný vzkaz od lidí z Wiltzu, kteří Brookinse pozvali zpět do města. Brookins neměl tušení, že si jeho krátkou roli Mikuláše po tak dlouhé době pamatují.
Brookins se poté vrátil do Wiltze celkem šestkrát, naposledy v roce 2014. Bylo mu uděleno čestné občanství a v roce 2009 na jeho počest postavili pomník. V roce 2016 mu lucemburská vláda udělila Lucemburskou vojenskou čestnou medaili.